# Убийство Кюлликки Саари
Убийство Кюлликки Саари (фин. Kyllikki Saaren murha) — убийство, произошедшее 17 мая 1953 года и ставшее одним из самых нашумевших нераскрытых убийств в Финляндии, споры о котором ведутся до сих пор. Убийца не был найден, хотя были опрошены тысячи свидетелей и отработано множество версий и подозреваемых. В начале 2000-х годов полиция сообщила, что у неё появился вероятный подозреваемый по убийству Саари, но человек этот был уже мёртв, прямые доказательства его причастности к преступлению отсутствовали и доказать его виновность не представлялось возможным.

## Биография
Аули Кюлликки Саари (фин. Auli Kyllikki Saari) родилась 6 декабря 1935 года в небольшой деревушке Хейккиля, в семье Вильгельмины и Эйно Саари. У Кюлликки имелось ещё три сестры и два брата (Кюлликки была вторым ребёнком по старшинству). Отец семьи имел репутацию жестокого человека, склонного к деспотизму. К тому же с обеспечением семьи он не справлялся. Ввиду этого (а также серьёзной травмы, которую она получила, катаясь на велосипеде) Кюлликки в возрасте 16 лет пришлось идти работать (её образование закончилось после второго класса средней школы). Летом 1952 года она проработала служанкой, а в сентябре устроилась на работу клерка в церковной канцелярии. Кюлликки была девушкой, воспитанной в строгих рамках морали, трудолюбивой, застенчивой и набожной. В отличие от сверстников она не ходила на танцы и не имела друзей по переписке.

## Исчезновение и поиски
В воскресенье 17 мая 1953 года, посетив религиозное собрание молодёжи в соседней деревушке Кортиенкюля, на которое она приехала на велосипеде, поздно вечером она отправляется домой в компании подруги. Путь домой лежал через лес и болотистую местность, компанию ей составила подруга, с которой дорогою они весело болтали. Этот путь для подруг был знакомым, поэтому девушки ни о чём не волновались. Около 22:00 подруги подошли к развилке лесной дороги. Там, распрощавшись, они пошли разными тропами поодиночке. Подруга Кюлликки вернулась домой, сама Кюлликки бесследно исчезла.
Исчезновение девушки обнаружилось не сразу. Родители были в ней уверены: Кюлликки не гуляла с парнями, никогда раньше не пропадала, но иногда, если её заставал поздний вечер, оставалась ночевать у подруги, уже оттуда утром отправляясь на работу. Родители решили, что так произошло и в этот раз. Тревогу подняли лишь тогда, когда утром во вторник 19 мая им позвонили из церковной конторы, спросив, почему девушка не выходит на работу. Только в этот момент родителям Кюлликки стало ясно, что с Саари произошла беда. Отец Кюлликки тотчас отправляется в управление местной полиции с заявлением об исчезновении дочери. Новости о пропаже Саари почти сразу становятся известными всей округе. Сотни людей вызвались помочь в поисках пропавшей девушки. Местная радиостанция попросила у слушателей помочь полиции в розысках, и сотни людей вышли на её поиск. В деревню приехали журналисты, чтобы освещать происходящее.

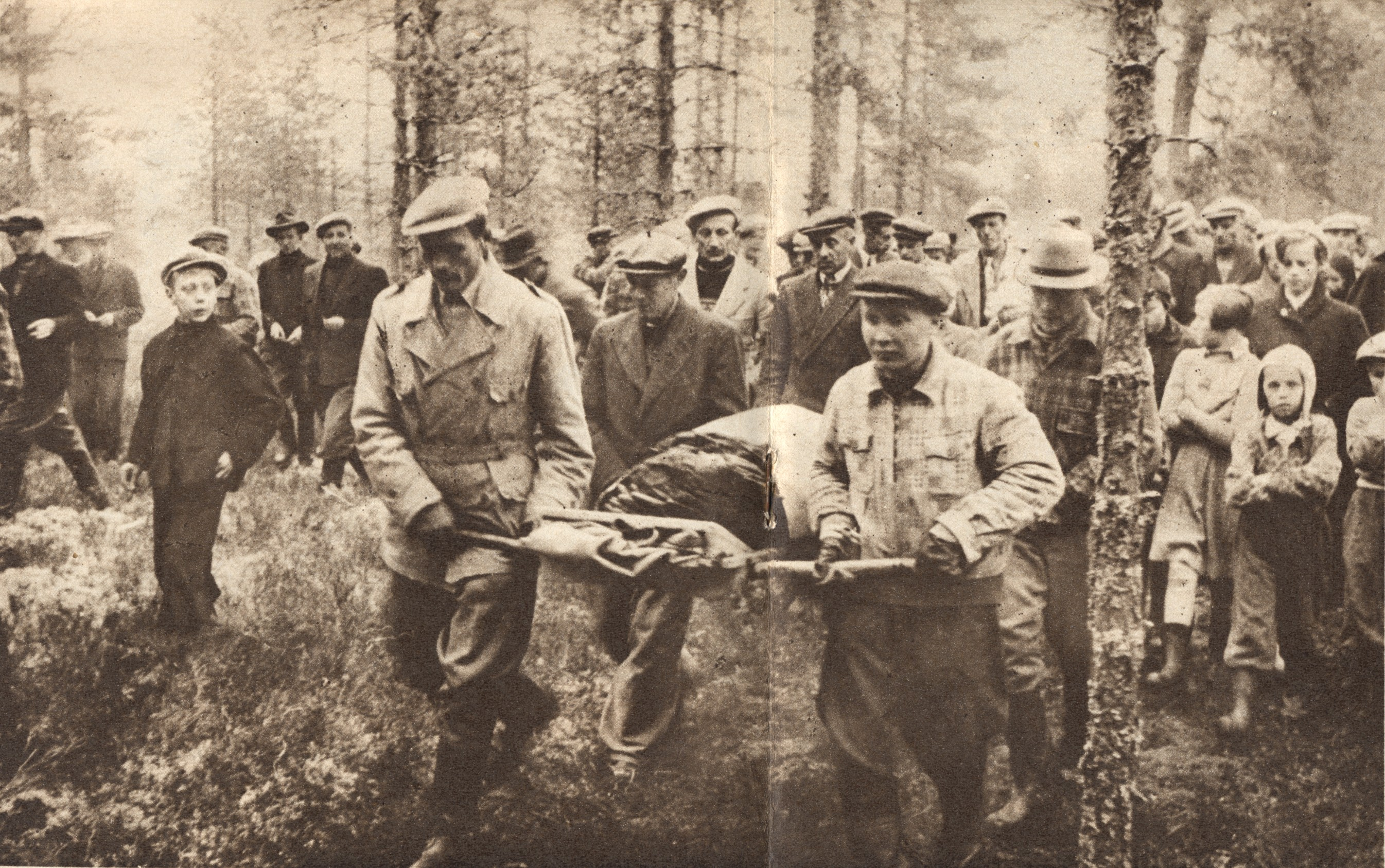
Тело К. Саари уносят с места преступления

Почти сразу жители деревни начали прочёсывать местность, обходя леса и болота. Местная полиция в тот момент скудно финансировалась и имела в штате крайне небольшое количество сотрудников. Поэтому простые люди, помогающие ей в розыске, разумеется, вели поиск непрофессионально, зачастую затаптывая и уничтожая возможные улики. Кроме того, начавшиеся проливные дожди ухудшили ситуацию, сводя результаты практически к нулю. Так прошла неделя, а поиски Кюлликки ни к чему не приводили. Становилось очевидно, что живой девушку уже не найти. В скором времени появляются противоречивые свидетельства о её возможной участи.
Так, нашёлся 12-летний свидетель, утверждающий, что видел Саари в день её исчезновения. Он утверждал, что примерно в то время, когда Кюлликки возвращалась домой, он видел движущийся Форд кремового цвета, ехавший по той же лесной дороге что и она. Свидетель не запомнил ничего кроме марки автомобиля и его цвета. Таким образом, его показания не принесли розыску никакой пользы. 9 июня в газетах первый раз было опубликовано описание пропавшей. Через несколько недель после публикации описания в Мерикарвиа была замечена молодая женщина со странным поведением, которая пряталась от людей в лесу. Газеты уделяли очень большое внимание этому происшествию и делали предположение, что указанная женщина и была Саари Кюлликки. Следствие, однако, установило ошибочность этих предположений.
Прошло ещё два месяца. И вот 22 июля две местные жительницы, отправившиеся на болото за морошкой, замечают в торфянике остов велосипеда. Велосипед принадлежал Кюлликки. С колес велосипеда были сняты ниппели (вероятно, это было сделано для затопления велосипеда в воде). В связи с проливными дождями, которые привели к поднятию уровня воды, при первичных поисках велосипед не был сразу найден, несмотря на то что в поисках применялись металлоискатели. После того как в округе установилась тёплая сухая погода, в болотах спала вода, в результате чего велосипед стал заметен. Прекрасное состояние велосипеда не соответствовало времени, проведённому им в воде. Он был не повреждён, не поломан и не заржавел. Полиция вернула велосипед семейству Саари и никогда не рассматривала его в качестве серьёзной улики.
Спустя почти три месяца, в октябре того же года, другой местный житель находит в лесу, в нескольких километрах от места нахождения велосипеда, ботинок Кюлликки. Эта находка не прояснила ничего, а лишь запутала следствие. Ботинок был только один, у него была полуоторвана подошва, внутри него находился небольшой шерстяной шарфик, со следами от зубов. Очевидно, его использовали в качестве кляпа. Кроме того, внутрь ботинка был засунут вывернутый крепко перевязанный чёрной шерстяной ниткой мужской носок. Владелец носка так и не был найден.

## Обнаружение тела

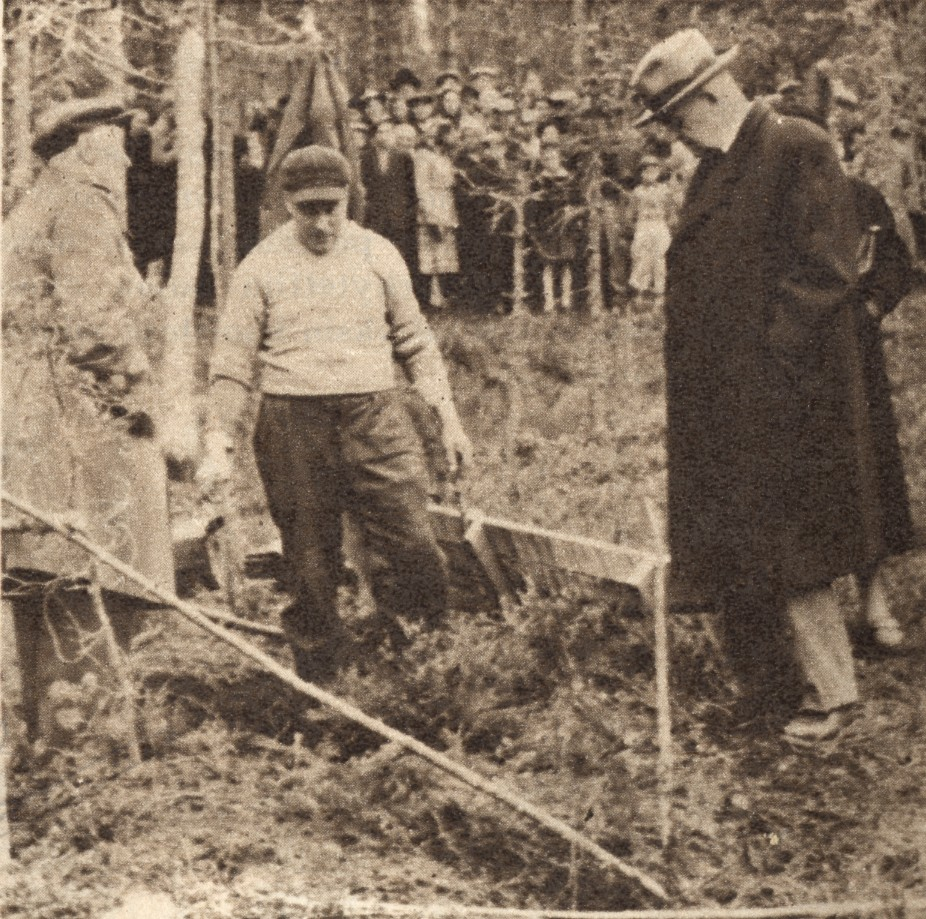
Место преступления

Ранним утром 11 октября местный охотник по имени Илмари при обходе болот заметил странно воткнутую в торф ветвь ели. Вынув палку из болота, он обнаружил, что конец её был заточен ножом. Сделано это было, вероятно, для большей устойчивости ветви в почве. Заподозрив неладное и подняв срезанный пласт торфа, на глубине полуметра охотник обнаружил полуодетый женский труп. Илмари тут же вызвал полицию.
Это было тело разыскиваемой Кюлликки Саари. Место, где она была захоронена, находилось примерно в 200 метрах от дороги, по которой она возвращалась домой в день исчезновения. Тело девушки находилось в стадии разложения и было крайне обезображено. Лицо трупа было настолько изуродовано, что опознать личность Кюлликки смогли лишь по одежде. Светло-бежевое пальто, надетое на Кюлликки в день её исчезновения, было обмотано вокруг шеи и головы девушки. Бюстгальтер Кюлликки частично был снят, одна её грудь была обнажена. Нижняя часть тела девушки была обнажена полностью. Было установлено, что пропали некоторые вещи, принадлежащие Саари: предметы её нижнего белья, платье, бумажник и наручные часы.
Тело прошло судебную экспертизу. Патологоанатом установил, что причиной смерти Кюлликки стали многочисленные травмы черепа, нанесённые тупым предметом. Лицо девушки, очевидно, тем же предметом было полностью разбито. Из-за сильного разложения трупа экспертам не удалось установить, была ли девушка изнасилована, но они с уверенностью заключили, что на момент смерти Кюлликки точно не была беременна.
Жестокое убийство девушки вызвало массовую негативную реакцию и истерию у жителей Финляндии. Резонанс был таким сильным, что расследование этого преступления приобрело правительственный масштаб. 25 октября 1953 года напротив главного входа церкви Исоена прошли похороны останков Кюлликки Саари. На её отпевание и похороны прибыло около 25 000 человек со всех концов страны. Население гневно требовало от полиции найти преступника.

## Начало расследования и первые подозреваемые

### Настоятель прихода
Продолжительное время подозреваемым в убийстве Саари являлся её духовник, который с 1952 по 1953 года занимал должность настоятеля в церкви Исойоки, а за три недели до убийства был переведён в приход Мерикарвиа. За три дня до своей смерти Кюлликки написала священнику письмо о своих духовных проблемах, в связи с чем священнослужитель был трижды допрошен, как один из первых подозреваемых. Однако у него было совершенно прозрачное алиби, так как в день убийства он находился в Мерикарвиа. Передвижения настоятеля в день убийства были тщательно изучены следствием, в связи с чем установлено, что вечером он был на приёме по случаю праздника у одного из священнослужителей, а ночью — в приходском доме. Утром (около 08.00) уже преподавал в воскресной школе. В этом графике оставалось лишь 20 неопределённых минут, но за это время он не смог бы доехать до Исойоки, поскольку расстояние от Мерикарвиа до места убийства — 60 километров. Кроме того, у священника не было водительских прав и машины.
Позднее выяснилось, что у священника во время войны, когда он был военным капелланом, были отношения с женщинами, в связи с чем священноначалие позднее отстранило его от миссионерской работы в Африке. Священник много раз пытался сблизиться с молодыми женщинами: во время настоятельства в 1955 году в Кихниё у него были отношения с девушкой из духовной школы и этот случай рассматривался в 1956 году на зимнем выездном суде в Паркано, на котором ему был предъявлен иск о незаконности связи с несовершеннолетними и вовлечении в сексуальные отношения девушки до достижения ей 17 лет.
Когда настоятель был задержан, полиция провела дополнительное следствие по изучению его алиби в Мерикарвиа. До этого в алиби был пробел в 10 часов, который и был исследован, в связи с чем газета «Uusi Suomi» 29 февраля 1956 года написала:
Алиби настоятеля подтвердилось. В ночь убийства он был в Мерикарвиа. По полученным данным «Uusi Suomi», алиби настоятеля из Хикниё полностью доказано, а очередной свидетель полностью доказал нахождение священника в Мерикарвиа.
В 1962 году священник дал интервью газете Hymy в котором выразил свои мысли:
Не думаю, что знал Саари Кюлликки в большей мере, чем её односельчане в Мёюккюя. В течение года не успеваешь познакомиться с каждым жителем из такого большого прихода как в Исойоки. Кроме того, в ночь убийства я был в Мерикавиа, а в 8 утра я был на занятиях воскресной школы, в связи с чем не мог бы добраться до Исойоки.
По оценкам полиции, алиби священника было надёжным, но многие считали его убийцей в связи с его репутацией и не доверяли алиби, которое было частично подтверждено домработниками.

### Бывший полицейский
Проживающий в Карийоки 35-летний владелец кафе был в числе главных подозреваемых в убийстве Кюллики Саари. По свидетельству очевидцев, он передвигался на машине с другим пассажиром по дороге, ведущей в направлении Каухайоки. Позже на месте пропажи Кюлликки были замечены следы разворота машины и осколки фары. По словам двух мотоциклистов, машина, напоминающая автомобиль владельца кафе, стояла в тот же вечер, когда пропала Кюлликки, в Каухайоки, у лесной дороги в районе Кархунканкаа. Владелец кафе был ранее полицейским, которого отстранили от должности за вредные привычки. Он был известен также как незаконный предприниматель.
Тем не менее, у владельца кафе было алиби на вечер пропажи Кюлликки. Знающий его автомобилист из Исойоки, видел его, а также другого из директоров города Пори, проводящих вечер в городском отеле «Кристийна» с 22 до 24 часов вечера. Директор из Пори рассказал, что отвёз мужчину домой к его знакомым в Карийоки, где тот и заночевал. Helsingin Sanomat широко писала об аресте бывшего полицейского и его кафе, где среди прочего, по сведениям издания, незаконно предлагался алкоголь.
Когда задержанные владелец кафе и его помощник были освобождены, их имена стали известны, будучи опубликованными на страницах многих газет.
Машина владельца кафе была доставлена в авторемонтную мастерскую в Лапвяяртти 4 мая 1953 года и была отремонтирована только 30 мая. Во время исчезновения Кюлликки машина таким образом была в мастерской, без колёс и аккумулятора. Владелец мастерской сообщил, что был в тот вечер дома и слышал бы, если машину взяли без разрешения. Комиссар Скогман сообщил, что он полностью удостоверился в невиновности владельца кафе.

### Канавокопатель
Пентти Канкаанпяа, который в 1970-х годах был полицейским в Исойоки и исследовал в начале 1972 года помимо своей основной работы убийство Кюлликки, официально рассказал в 2002 году о подозрениях полиции в отношении местного рабочего. Однако, у суда не хватило доказательств.
Местный житель 38-летний канавокопатель долгое время был в списке подозреваемых, но его пришлось отпустить за недостаточностью доказательств. Задержание рабочего разделило мнения. 23 октября 1953 года Helsingin Sanomat написала о задержании: «Мать и брат задержанного свидетельствовали за его непричастность. Он спал в вечер убийства уже с 19.00 и был в сильном алкогольном опьянении, что не смог бы совершить никакого преступления. (Рабочего) знали в Исойоки как мужчину, который не причинял никому никаких неприятностей, хотя употреблял иногда алкоголь. В Исойоки придерживаются такого мнения, что он не виновен … Местные жители поражены, что (рабочего) не знали как человека, проявлявшего интерес к другому полу». О задержании мужчины пресса — Kaleva, Ilkka и Vaasa-lehti широко информировала общественность. Канавокопатель в 1940-х годах был осуждён за сексуальное преступление и в военное время страдал от появившихся проблем с душевным здоровьем. Мужчина страдал вуайеризмом и был замечен в подглядывании за девочкой в окно сауны. Однако у него было алиби, подтверждённое родными, которые свидетельствовали, что в день убийства он спал в своей постели всю ночь.
В дальнейшем освобождённый рабочий стал тем не менее одним из главных подозреваемых. На допросах ответы мужчины были очень сбивчивыми. Во время допросов он заявлял, что «Кюлликки нет в живых» и что «её тело не найдут никогда». Позднее мужчина отказывался от своих слов и заявлял, что его поняли неправильно. Подозреваемый был направлен на психическое обследование и позднее поступил в психиатрическую больницу в Мустасаари. Следователи уголовной полиции округа посещали больницу для дополнительных опросов мужчины. Допрос был остановлен, так как мужчина начал вести себя неадекватно и врач рекомендовал не допрашивать мужчину в подобном состоянии. Хотя подозреваемого невозможно было привязать к делу Кюлликки Саари, после окончания лечения он тем не менее ещё некоторое время находился под арестом.
Канавокопатель жил в то время в 1-2 км от места убийства. Полиция подозревала, что его сообщником в заметании следов преступления и маскировке могилы был 37-летний шурин мужчины. У помощника было криминальное прошлое. Оба мужчины хорошо знали местность, так как у них была общая рабочая территория, которая находилась в 50 метрах от могилы Кюлликки на болоте. Там же находилась и лопата, которую, вероятнее всего, использовали для рытья могилы. Обоих мужчин допрашивали осенью 1953 года. Вскоре после этого шурин переехал сначала в Центральную Остроботнию, а затем в Швецию. К 1972 году никого из подозреваемых уже не было в живых.
По словам Пентти Канкаанпяа, против этих двух мужчин были очень серьёзные вещественные доказательства.

### Количество подозреваемых
На момент, когда комиссар Скогман, проделавший самую длительную работу в исследовании убийства, вышел на пенсию, было изучено 370 различных версий. В связи с делом круг привлечённых в качестве свидетелей и опрошенных превысил 5 тысяч человек. Реальных подозреваемых среди них было несколько десятков, в том числе и отец убитой, которого некоторые продолжают подозревать в убийстве дочери.

## Дальнейшее расследование

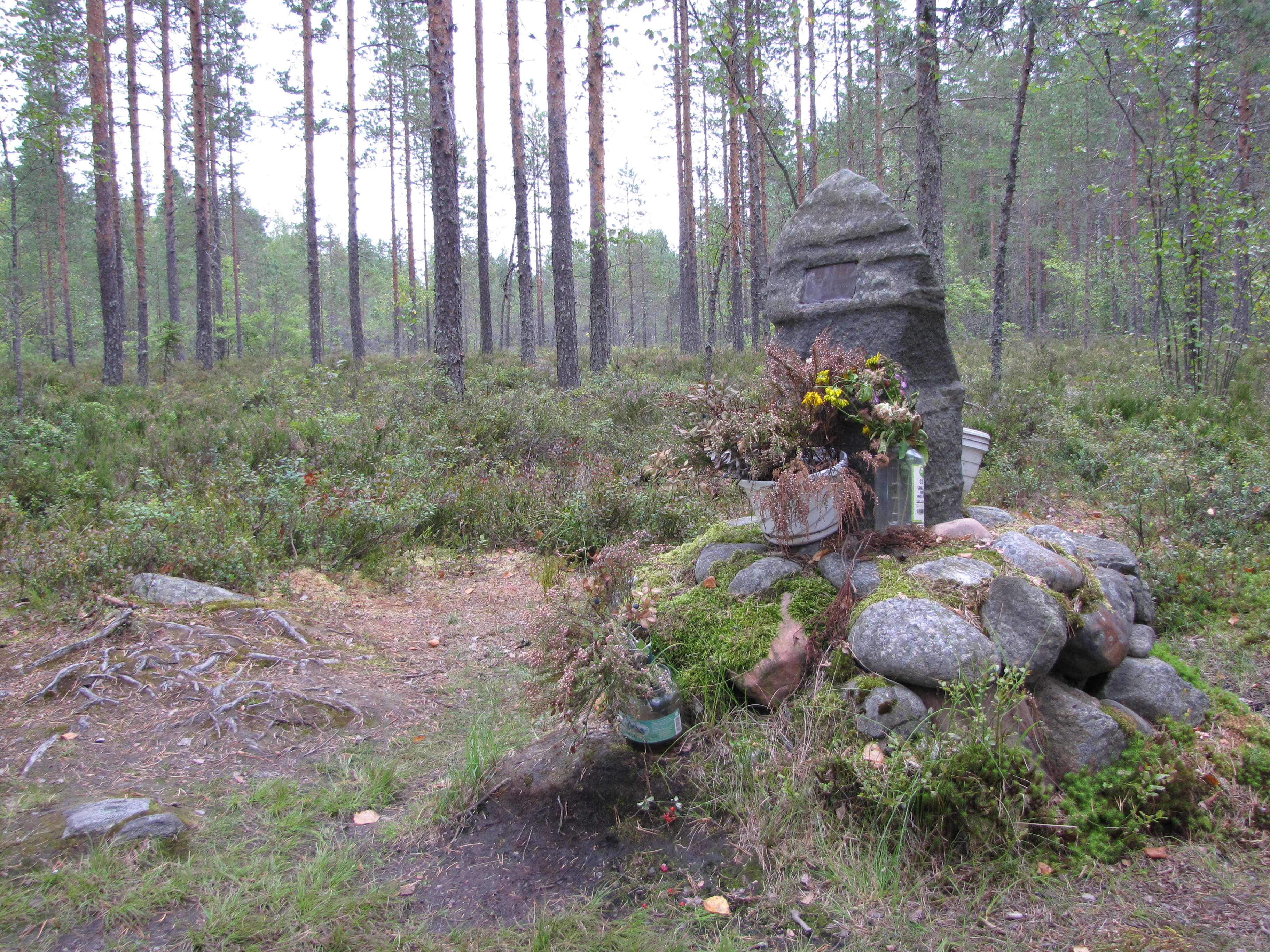
Памятник на месте убийства Кюлликки Саари

Первоначальное следствие было закончено в августе 1956 года. Документы следствия остались в центральной уголовной полиции округа Вааса.
По словам полицейского следователя Пентти Канкаанпяа, в Исойоки не хотели думать, что убийца был человеком из Исойоки. «Как будто местные жители договорились, что вину за произошедшее нужно искать в другом месте». Пресса первоначально сообщала имена подозреваемых, но затем ситуация изменилась на противоположную. Родственники Кюлликки Саари в многочисленных интервью утверждали, что знают совершившего преступление, но не хотят называть имён.

### Вердикт полиции
В 2000 году главным следователем убийства девушки был сержант центрального криминального отделения полиции округа Вааса Тапани Тиккала. Последний был хорошо знаком с большей частью документов убийства Кюлликки Саари. По его мнению, полиция определила вероятную личность убийцы, но поскольку технические данные отсутствовали, дело нельзя было передать в суд. Он уверил, что дело можно возобновить в любой момент, если появятся новые достоверные данные. В 2004 году Тиккала рассказал в интервью газете Kuvalehti, что знает виновного в убийстве девушки, но не назвал имя виновного, поскольку убийца, по его словам, уже был мёртв.
В 2013 году нынешний главный следователь центральной уголовной полиции отделения Вааса Яри Неуланиеми сказал, что нельзя утверждать, что личность убийцы была известна полиции, поскольку никому не было предъявлено обвинений и никто не был осуждён судом. По его словам, убийство девушки является тёмным делом и не изучалось активно в 2000-х годах.

### Профиль убийцы
Психолог Пекка Санттилла, работавший учителем и исследователем в полицейском колледже, составил профиль убийцы. По его мнению, вероятный убийца был одинокий мужчина старше 30-летнего возраста, у которого было мало социальных контактов и которого, возможно, считали странным. Убийство, возможно, планировалось долго, и убийца знал девушку, но не являлся родственником погибшей. Встреча ночью на просёлочной дороге, возможно, была совпадением, но сработало всё же запланированное убийство. Кроме того, то, что девушка стала жертвой, тоже может быть случайностью. Спланированное сокрытие жертвы и следов преступления указывает на то, что, возможно, у убийцы было криминальное прошлое.

## Могила на болоте
Место сокрытия тела девушки на болоте до сего времени очень посещаемо в летнее время. Могила находится на трассе 661 от Исойоки в сторону Каухайоки в примерной точке 62°09′N, 21°57′E.

## Новые версии происшедшего

### Чернобородый мужчина
Находящийся на пенсии начальник пожарной охраны из Исойоки Эско Варпелайде в 2004 году рассказал газете Ilta-Sanomat о своих подозрениях, что преступником мог быть местный 51-летний житель. Варпелайде рассказал также о событиях, которые вызвали подозрения, газете «Isojoen Joulu 2004».
Данный подозреваемый был известен по чёрной бороде и в Исойоки его считали довольно странным хиппи. В молодом возрасте, в период обучения, мужчина испытал нервный срыв в период выпускных экзаменов и после этого сильно изменился. В августе 1952 года в больнице Исойоки мужчина был уличён во время прикосновения к интимным местам трупа женщины, погибшей в автокатастрофе, что могло указывать на тенденцию к некрофилии. Мужчина был замечен в домогательстве к женщинам, и ему была совершена кастрация по решению окружного суда.
Мужчина часто бывал в церковной конторе, где работала Кюлликки. По слухам, мужчина считал Кюлликки «своей невестой». Мужчина также бывал в муниципалитете, где офисным работником трудилась молодая женщина, которая его также интересовала помимо Кюлликке. Варпелайде был организатором танцев в местном клубе и часто видел мужчину с чёрной бородой, наблюдающим часами из-за дерева за происходящим на танцплощадке. В ночь пропажи Кюлликки мужчины не было видно. Около двух часов ночи мужчина бросал песок в окна муниципалитета и просил проживающую на верхних этажах здания женщину выйти на улицу. Когда женщина не согласилась, мужчина пошёл в сторону Мякикаупунки, неся с собой на плече мешок. Ранее мужчина пару лет работал над обводным каналом из Мякикаупунки в деревню Хейккиля. Работы проходили в том же направлении, где была обнаружена и могила Кюлликки, так что места были для него знакомы.
На следующее утро после пропажи Кюлликки мужчина пытался напасть на своего опекуна, вооружённый винтовкой с привязанным на конце куском железа. Опекун в качестве самозащиты выстрелил из револьвера в грудь мужчине. Мужчина выжил после огнестрельного ранения и вышел из больницы уже через пару недель. Варпелайде подозревал, что мужчина убил Кулликки из того же оружия и пришёл к муниципалитету с винтовкой в пакете и вернулся назад по знакомой дороге, чтобы захоронить тело. Варпелайде рассказал о подозрениях полиции и мужчина был вызван на допрос. Результатом были только хорошо продуманные ответы. Варпелайде подозревал, что главный следователь инспектор Аксель Скогман поверил, что мужчина был невменяемым, чтобы быть наказанным, или слишком слабоумным, чтобы совершить преступление. Варпелайде желал, чтобы протоколы допроса мужчины были ещё раз изучены..
В 1971 году мужчина умер в психиатрической больнице в Теува По статьям газеты Ilta Sanomat "«полиция подтвердила личность подозреваемого газете IS» тем не менее это было недоразумением, так как полиция под этим подразумевала главного подозреваемого, то есть канавокопателя.

### Ханс Ассманн
Йорма Пало и Матти Палоаро в 2004 году выпустили в свет книгу «Доверие или смерть. Тайна Ханса Ассманна» (фин. Luottamus tai kuolema! Hans Assmannin arvoitus) в которой было высказано предположение об участии мужчины немецкого происхождения Ханса Ассманна как в убийстве на озере Бодом, так и в убийстве Саари Кюлликки. Ассманны в своё время были скандальной парой, о выходках которых публиковали сообщения многие газеты.
«Одну вещь могу всё же рассказать сразу ... Ибо это одна из старых ошибок и как-бы случайностей, которую надо скрыть. Иначе бы наша поездка была раскрыта. Хотя мой друг был хороший водитель, случайности нельзя было избежать. Вы, наверное, знаете, что я имею в виду».
Следователь Матти Палоаро встретился в 1997 году с находившимся при смерти Хансом Ассманном, и тот рассказал, что в ответе за старую аварию, которую, по его словам, нужно было скрыть. Хотя имена не упоминались, но Палоаро сделал выводы, что Ассманн имел намерение косвенно сознаться в смерти Саари Кюлликки. Водитель случайно сбил Кюлликки, а для сокрытия следов мужчины инсценировали убийство. Жена Ассманна рассказала, что муж в вечер убийства ездил из Исойоки в сторону Каухайоки с целью планирования подряда на покраску церкви. У Ассманна на момент убийства был светло-коричневый автомобиль, который многие свидетели видели движущимся от места преступления. Жена Ассманна рассказала, что после возвращения из поездки у её мужа не было носка на одной ноге, а его ботинки были мокрые. Также на машине были заметны небольшие повреждения. Через несколько дней Ассманн и его водитель вновь поехали на машине, но в этот раз у них была с собой лопата. По рассказу самого Ассманна, он и его супруга участвовали в захоронении Кюлликки.
Рассказам Ассманна не доверяли, так как по официальным данным он находился в это время в Германии. По архивам финской полиции безопасности Ханс Ассманн прибыл в первый раз в Финляндию летом 1952 года во время Олимпийских игр в Хельсинки, но вернулся опять в Германию и приехал на постоянное жительство в Финляндию только в июле 1953 года. Ассманн умер в Швеции в 1998 году.

### Компания с музыкантом
В 2009 году в книге «Kyllikin surma», основанной на воспоминаниях Рейно Ойянперя и опубликованной Аннели Кархусаари, со слов Рейно утверждалось, что Кюлликки столкнулась с легковой чёрной машиной, в который было трое мужчин, один из которых был музыкантом. Так как при столкновении водитель, вероятнее всего, был в нетрезвом состоянии, то аварию попытались скрыть, оттащив тело жертвы в лес. При этом пришедшую в сознание девушку, возможно, добили лопатой, на что указывал перелом скулы на трупе. Позже виновники аварии вернулись и отметили место сокрытия трупа, обронив на месте преступления нотные листы с партитурой и билет, упомянутые полицией в списке обнаруженных улик.
Данные самого Ойянперя были взяты из источников в Ваала (близ Оулу) — регионе, где работала группа предполагаемых виновников аварии. В соответствие с данными Ойянперя, машина была позднее перекрашена в белый цвет, а многие местные жители слышали о произошедшем от участников аварии. Самому Ойянперя в то время было всего 16 лет и он работал рабочим на складе в Ваала.
Однако Ойянперя не назвал настоящие имена мужчин. В соответствие с изложенным в книге материалом, все трое мужчин испытывали сильнейшее душевные муки после гибели Кюлликки. Первый из мужчин утонул (возможно, утопился) в Оулуйоки в 1955 году, перед этим убив свою жену. Второй — покончил жизнь самоубийством в 1958 году, а последний — скончался дома в Кемиярви в 1960 году от передозировки лекарств. В книге имеются ссылки на письма участников событий.
По словам автора книги Аннели Кархусаари, теория, требовавшая исследования места тайника велосипеда, была отклонена, ввиду того, что велосипед мог сокрыть любой из посторонних людей, не участвовавших в убийстве. По мнению Кархусаари, из рабочего психиатрической больницы сделали подозреваемого, так как машина, участвовавшая в аварии, не была найдена и многие местные жители были взволнованы из-за состояния задержанного мужчины, поскольку, в отличие от полиции, они не верили в его виновность.
Кархусаари исследовала местные органы печати и упомянула, что в них она нашла региональные новости о передвижении чёрного автомобиля, который, по её мнению, участвовал в столкновении. По другим источникам за август 1953 годы были получены доказательства, что синий «Ford Custom» и тёмный «Ford Taunus» передвигались по дороге Päntäneentie из Каухайоки в Исойоки. С обоими водителями встречались представители следствия и признали отсутствие подозрений в их сторону.

## В массовой культуре
- Одна из частей документального сериала Ei vanhene koskaan[фин.] (рус. Никогда не стареет), названного «Саари Кюлликки. Чёрный цирк» и показанного по Yle TV2 19 июля 1997 года (и заново 2 ноября 2001 и 4 июля 2010 года). Сценарий сериала был написан Эсой Силандером[фин.], а рассказчиком был Оке Линдман. Фильм в большей мере рассматривает возможную виновность настоятеля прихода, а также кратко упоминается видение, бывшее у ясновидящего Экку Маттила (Ekku Mattila), по которому два молодых мужчины ехали на машине сзади Кюллики и со стороны пассажира задели велосипед, в связи с чем Кюллики по случайности разбилась насмерть. Фильм не рассказывает о других подозреваемых.

## Комментарии
1. ↑  Эти принадлежности так и не будут найдены